# 임학수 (시인)
임학수(林學洙, 1911년 7월 3일 ~ 1982년 6월 21일)는 일제강점기와 조선민주주의인민공화국의 시인으로, 호는 악이(岳伊)이며 본적은 전라남도 순천시 금곡동이다. 본명은 임악이(林岳伊)이지만 족보에는 임영택(林榮澤)이라는 이름으로 기재되어 있으며 다른 이름으로는 임내홍(林乃洪)이 있다.

## 생애
전라남도 순천시 출신으로 경성제일고등보통학교와 경성제국대학 영문과를 졸업했다. 이후 배화여자고등학교 등에서 교사로 일하며 시인으로 활동했다.
작품 경향은 당시 유행하던 모더니즘이나 경향파 문학과는 거리를 두었고, 장미, 조개, 별 등 일상적인 자연물에 상징성을 부여하고 화자의 격정적인 감정과 고뇌를 실었다. 현실성과 역사성에 무관심한 대신, 시적 공간 안에 전원적이거나 복고적인 자기만의 환상적 세계가 구축되어 있다. 호메로스의 《일리아스》를 한국에 처음으로 소개 발표하는 등 번역 문학가로도 이름을 알렸다.

1939년 4월 8일자 매일신보. 중일전쟁 당시 중국전선을 방문해 일본군을 위문하러 갔다왔다는 내용이다. (왼쪽이 임학수.)

일제강점기 말기에 조선문인협회 발기인과 간사를 지내며 전선 위문에 참가하였다. 2002년 발표된 친일 문학인 42인 명단과 민족문제연구소가 2008년 발표한 친일인명사전 수록예정자 명단 문학 부문에 선정되었다. 시 3편과 시집 1권을 포함하여 총 8편의 친일 작품이 밝혀져 있다. 친일반민족행위진상규명위원회가 발표한 친일반민족행위 705인 명단에도 포함되었다.
광복 후 고려대학교 교수로 근무하였으며 한국 전쟁중 납북되었다. 조선민주주의인민공화국에서는 김일성종합대학 강좌장(교수)을 지내면서 조선민주주의인민공화국의 문학 작품을 영어로 번역하는 일에 주로 몰두한 것으로 알려져 있다. 1960년대까지 마크 트웨인과 찰스 디킨스 등에 대한 영문학 관련 평론을 몇편 발표한 것 외에 시작 활동은 거의 하지 않았다.
대한민국에서 임학수는 1980년대까지 금기시되다가 1988년 월북 작가들이 해금된 후에야 다시 거론 되었다.

## 참고자료
- 권영민 (2004년 2월 25일). 《한국현대문학대사전》. 서울: 서울대학교출판부. 807쪽쪽. ISBN 8952104617.
- “처음 밝혀진 월북시인 임학수의 행적”. 연합뉴스. 2002년 9월 17일.